# Jacob Cheung
Jacob Cheung (connu aussi sous les noms de Cheung Chi-Leung, Jacob C.L. Cheung et Zhang Zhiliang) est un réalisateur, scénariste, acteur et producteur de cinéma hongkongais né le 6 septembre 1959 à Hong Kong, en Chine. Ses réalisations comprennent A Battle Of Wits (2006), qui a été sélectionné pour le prix du Meilleur Réalisateur et du Meilleur Scénario aux Golden Bauhinia Awards, et Beyond the Sunset (1989), qui a été sélectionné pour deux prix à la 9e cérémonie des Hong Kong Film Awards et remporté le prix du meilleur film.

## Biographie
Après des débuts à la télévision comme assistant-réalisateur et scénariste, il devient producteur pour le compte de Cinema City, puis Golden Harvest. Il crée ensuite plusieurs maisons de production, Dream Factory Film Co., puis Filmagica Productions, et enfin, en 1993, Simpson Productions Co.

## Filmographie

### Réalisateur
- 1987 : Lai Shi, China's Last Eunuch
- 1989 : Beyond the Sunset
- 1990 : Goodbye Hero
- 1991 : Lover's Tear
- 1992 : Long min
- 1993 : Always on My Mind
- 1994 : The Returning
- 1995 : Whatever Will Be, Will Be
- 1997 : Intimates
- 1997 : Yesterday You, Yesterday Me
- 1999 : The Kid
- 2001 : Midnight Fly
- 2001 : Never Say Goodbye
- 2004 : Hero on the Silkroad
- 2005 : Seven Swords Of Mount Heaven
- 2006 : A Battle of Wits
- 2007 : Ticket
- 2014 : The White Haired Witch of Lunar Kingdom

### Scénariste
- 1988 : Lai Shi, China's Last Eunuch
- 1989 : Beyond the Sunset
- 1991 : Lover's Tear
- 1992 : Cageman
- 1994 : The Returning
- 2006 : A Battle Of Wits

### Producteur
- 1991 : This Thing Called Love
- 1994 : Sparkling Fox
- 1994 : I've Got You, Babe!!!
- 1994 : Back to Back, Face to Face
- 1996 : Signal Left, Turn Right
- 1997 : Intimates
- 1999 : The Kid
- 2001 : Never Say Goodbye

### Producteur exécutif
- 1985 : Mr. Vampire
- 2002 : Inner Senses

### Directeur de production
- 1984 : Heaven Can Help
- 1984 : Happy Ghost

### Acteur
- 1987 : The Final Test
- 1988 : Spooky Spooky
- 1991 : Hong Kong Godfather
- 1991 : Au revoir, mon amour
- 1992 : Cageman
- 1992 : Double Dragon - Le caissier
- 1993 : Always on My Mind
- 1994 : Those were the Days
- 1994 : In The Heat Of Summer
- 1994 : He And She
- 1996 : C'est la vie, mon chéri - Le diseur de bonne aventure
- 1997 : My Dad is a Jerk
- 1997 : Hong Kong Graffiti - Cheung
- 1999 : The Truth About Jane and Sam - L'homme de la rue
- 2008 : All About Women - Jacob Cheung

## Récompenses
Jacob Cheung a été sélectionné sept fois et s'est vu décerner quatre prix. Beyond the Sunset a reçu le Hong Kong Award du meilleur film.